# KKOL (Mittelwellensender)
Koordinaten: 47° 14′ 56″ N, 122° 24′ 18″ W
KKOL oder KKOL-AM (Branding: „Business Radio“) ist ein US-amerikanischer Hörfunksender aus Seattle im US-Bundesstaat Washington. KKOL-AM sendet im Business News-Format auf der Mittelwellen-Frequenz 1300 kHz. Eigentümer und Betreiber ist die Inspiration Media, Inc. .